# Florescuové
Florescuové (rumunsky Florescu/Florești) jsou valašský a moldavský šlechtický (bojarský) rod. 

## Historie
Nejstarší záznamy o rodu pocházejí z 15. století. Na počátku 19. století mnoho členů rodu studovalo na prestižních evropských univerzitách Paříži, Sorbonně a Collège de France. V roce 1848 se zapojili do únorové revoluce v roce 1848, poté do revoluce v Rumunsku. V Bukurešti byli Florescuové iniciátory revoluce, kterou naplánovali ve svém sídle Mahalaua Scorțarului.

## Význační členové rodu
- Vintilă Florescu (15. století), člen vysoký úředník za panování Vlada III. Tepeše a za Radu III. Krásného[1]
- Radu Florescu, snad nevlastní bratr Michala Chrabrého, jeho vyslance v Konstantinopoli
- Ioan Emanoil Florescu (1819–1893),[2] generál a politik (ministr, předseda vlády a předseda Senátu). Reformoval rumunskou armádu za vlády knížete Alexandra Jana Cuzy.
- Alexandru Emanoil Florescu (1822–1907), politik Valašska a Rumunska. Mladší bratr generála Ioana Emanoila Florescua.[3]
- Dimitrie (Dumitru) G. Florescu (1827–1875), skladatel lehké hudby
- Alexandra (Luxița) Florescuová, družka historika Nicolae Bălcescua.[4] Sestra Dimitrie.
- Bonifaciu Florescu (1848–1899), literární kritik  a spisovatel.  Nemanželský syn Alexandry Florescuové a Nicolae Bălcescua, ponechal si jméno své matky.
- Alexandru D. Florescu (1863–1936), inženýr a politik, generální tajemník Kulturní ligy.  Syn Dimitrie.
- George (Gheorghe) D. Florescu (1893–1976), historik, genealog a archeolog.
- Alexandru G. Florescu (1867–1925), diplomat, novinář a dramatik
- Radu R. Florescu (1925–2014), historik a univerzitní profesor usazený ve Spojených státech amerických. Synovec Alexandrua D.
- Nicholas A. Florescu (* 1951), syn Radu R. Florescua (1925–2014), který je v současné době usazen ve Spojených státech
- John M. Florescu (* 1954), podnikatel, novinář, producent a filmový režisér, syn Radu R. Florescua (1925–2014)
- Radu F. Florescu (* 1961), podnikatel usazený ve Spojených státech amerických, syn Radu R. Florescua (1925–2014)
- Alexandra V. Florescuová, provd. Lobkowiczová (* 1963), provdaná za česko-amerického podnikatele, českého prince Williama z Lobkowicz, trvale žijí v Praze[5]
- Joël Florescu a Michaël Florescu (* 1985), režiséři a scenáristé. Vnuci Radu R. Florescua.